# Didymocistus chrysadenius
Didymocistus  es un género monotípico de plantas con flores perteneciente a la familia Phyllanthaceae. Su única especie: Didymocistus chrysadenius Kuhlm., Anais Reunião Sul-Amer. Bot. 3: 82 (1938 publ. 1940). es originaria de la cuenca del Amazonas desde Brasil hasta Perú.